# Marion Halfmann
Marion Halfmann (* 1968 in Altena) ist seit November 2024 Präsidentin der Hochschule Bonn-Rhein-Sieg. Als Professorin für Marketing / Betriebswirtschaftslehre liegen ihre Forschungsschwerpunkte in den Bereichen Marketingstrategie, Marketing-Controlling und Kommunikationspolitik (v. a. Dialog- und Online-Marketing).

## Werdegang
Marion Halfmann studierte Betriebswirtschaftslehre und Wirtschaftspädagogik an der Universität zu Köln. Im Jahr 1992 erwarb sie den akademischen Grad Diplom-Kauffrau sowie das 1. Staatsexamen für Lehrämter der Sekundarstufe II.
1996 wurde Halfmann mit der Dissertation Güterflüsse in der betrieblichen Produktion. Quantitative Planung unter Berücksichtigung ökologiebezogener Aspekte an der Universität zu Köln zum Dr. rer. pol. promoviert. Im Anschluss folgten Tätigkeiten als Unternehmensberaterin bei Simon, Kucher & Partners (1997–1998) sowie Booz Allen Hamilton.
Halfmann war von April 2004 bis September 2012 als Professorin an der Fachhochschule Köln tätig. Zwischen 2012 und 2020 lehrte und forschte sie an der Hochschule Rhein-Waal. Ab März 2015 war Halfmann Dekanin der Fakultät für Gesellschaft und Ökonomie, von September 2015 bis September 2019 hatte sie das Amt der Vizepräsidentin für Lehre, Studium und Weiterbildung inne. Zwischen September 2020 und Oktober 2024 war sie Professorin für Marketing und Vertrieb an der Hochschule Niederrhein. Seit dem 1. November 2024 ist sie Präsidentin der Hochschule Bonn-Rhein-Sieg.
Neben ihrer Tätigkeit als Hochschullehrerin ist Halfmann als Vortragende und Unternehmensberaterin tätig. Sie engagiert sich ehrenamtlich als Gutachterin der ahpgs Akkreditierung gGmbH  Freiburg i Br. und als Jurorin für Startsocial, Hamburg. 2012 initiierte sie am Standort Kleve die Gründung einer Hochschulgruppe der Initiative ArbeiterKind.de zur Förderung von Studierenden, die als erste in ihrer Familie einen Hochschulabschluss anstreben. Seit Februar 2016 ist Halfmann Mitglied des Kuratoriums des Kinderhilfswerks ChildFund Deutschland.

## Publikationen
- M. Halfmann: Marketing-Controlling. Wiesbaden 2018.
- M. Halfmann: Marketingpraxis für Anwälte. München 2016.
- M. Halfmann (Hrsg.): Zielgruppen im Konsumentenmarketing. Segmentierungsansätze – Trends – Umsetzung. Wiesbaden 2014.
- M. Halfmann: Industrielles Reduktionsmanagement. Planungsaufgaben bei der Bewältigung von Produktionsrückständen. Dissertation. Wiesbaden 1996.
- M. Halfmann: Ansatzpunkte einer Reduktionspotentialplanung. In: UmweltWirtschaftsForum. 4. Jg., H. 4, 1996, S. 40–43.